# Кочан Ірина Миколаївна
Ірина Миколаївна Кочан (3 березня 1949, Львів) — українська мовознавець і педагог. Завідувач кафедри українського прикладного мовознавства Львівського національного університету ім. І. Франка. Автор науково-методичних та лексикографічних праць з методики викладання української мови. Доктор філологічних наук (2006). Відмінник освіти України (1999). Заслужений професор Львівського університету (2019).

## Життєпис
У 1966—1971 роках навчалася на філологічному факультеті Львівського державного університету, який закінчила з відзнакою. Упродовж 1971—1975 учителювала в середній школі с. Лавриків на Львівщині, згодом — у Львові.
Від 1975 року — асистент кафедри української мови Львівського державного уніерситету ім. І. Франка. Кандидат філологічних наук (1987), доктор філологічних наук (2006). Завідувач кафедри українського прикладного мовознавства Львівського національного університету ім. І. Франка. Викладає методику навчання української мови, культуру мови, практичну стилістику, лінгвістичний аналіз тексту, основи термінознавства, українське термінознавство.

## Праці
Автор понад 170 праць, серед яких: «Збірник диктантів і переказів з української мови для вступників до вищих навчальних закладів» (Львів, 1993, у співавторстві), «Сторінки національної методики викладання української мови: Конспект лекцій» (1993), «Словник-довідник з методики викладання української мови в середній школі» (Львів, 2002, 2005, у співавторстві), посібники з культури мови (1995, 2003) та лінгвістичного аналізу тексту (1999, 2008), а також статті з методики викладання. Співукладач методичних посібників з курсу «Методика викладання української мови в середній школі». Головний редактор збірника наукових праць «Теорія і практика викладання української мови як іноземної».